# Tiro com arco nos Jogos Pan-Americanos de 2023 - Qualificação
Abaixo está o sistema de qualificação e os comitês olímpicos nacionais qualificados ao Tiro com arco nos Jogos Pan-Americanos de 2023, programado para ser realizado de 1 a 5 de novembro de 2023. 

## Sistema de qualificação
Um total de 98 arqueiros poderiam se qualificar (49 por gênero). Um CON pode inscrever no máximo dez arqueiros (cinco por gênero). Como país-anfitrião, o Chile qualificou oito atletas automaticamente (três no recurvo masculino, três no recurvo feminino, 1 no composto masculino e 1 no composto feminino). 
O presente sistema de qualificação foi desenhado para garantir a presença de 8 equipes no recurvo e 5 equipes no composto por gênero, assim como a participação de arqueiros individuais do máximo de nações possível. Por essa razão, cada CON pode classificar uma equipe de três arqueiros ou apenas um arqueiro.
Como nos Jogos Olímpicos, um CON não pode participar com dois arqueiros em uma única categoria para Santiago, exceto se um dos arqueiros obtiver sua qualificação através dos Jogos Pan-Americanos Júnior de 2021, em Cáli. 
Como há CONs (Colômbia, Venezuela, Panamá e Guiana) cuja localização geográfica permite que participem dos Jogos Sul-Americanos e dos Jogos Centro-Americanos e do Caribe, suas Federações nacionais devem informar à World Archery Americas até 31 de julho de 2022 em qual dos dois desejam serem elegíveis à classificação aos Jogos Pan-Americanos. Essa informação deve ser fornecida por escrito e acompanhada por uma carta de aprovação de seu respectivo Comitê Olímpico Nacional.
Como Canadá e Estados Unidos não competem em nenhum dos jogos regionais, serão as únicas nações elegíveis a conquistar vagas no Qualificatório Norte-Americano. 

### Recurvo
Um CON pode inscrever no máximo três atletas do composto por gênero (para o máximo de seis no total). Como país-anfitrião, o Chile recebeu automaticamente três vagas por gênero. No primeiro torneio qualificatório, as cinco melhores equipes do evento, qualificarão três atletas por gênero. No segundo torneio, as duas melhores equipes juntamente com dois atletas individuais por gênero irão se qualificar. Caso um CON obtenha uma vaga individual no primeiro torneio e garantir a vaga por equipes no segundo, uma vaga individual será realocada ao segundo torneio. 

### Composto
Cada CON pode inscrever no máximo dois atletas do composto por gênero (para o máximo de quatro no total). Como país-anfitrião, o Chile recebeu automaticamente uma vaga por gênero. As cinco melhores equipes de dois membros no primeiro torneio qualificatório, garantirão vagas juntamente a um atleta por gênero. A vaga remanescente por gênero será decidida no segundo torneio qualificatório.

## Linha do tempo
| Evento                                            | Data                             | Local         |
| ------------------------------------------------- | -------------------------------- | ------------- |
| Jogos Pan-Americanos Júnior de 2021               | 25 - 28 de novembro de 2021      | Cali–Valle    |
| Jogos Sul-Americanos de 2022                      | 1 - 15 de outubro de 2022        | Assunção      |
| Classificatório Norte-Americano                   | 21 - 27 de novembro de 2022      | Santiago      |
| Campeonato Pan-Americano de Tiro com Arco de 2022 | 21 - 27 de novembro de 2022      | Santiago      |
| Copa Merengue de 2023                             | 11 - 15 de abril de 2023         | Santo Domingo |
| Jogos Centro-Americanos e do Caribe de 2023       | 23 de junho - 8 de julho de 2023 | San Salvador  |

## Sumário de classificação
| Nação                               | Masculino  | Masculino  | Masculino   | Masculino   | Feminino   | Feminino   | Feminino    | Feminino    | Misto      | Misto       | Total   |
| Nação                               | Recurvo I. | Recurvo E. | Composto I. | Composto E. | Recurvo I. | Recurvo E. | Composto I. | Composto E. | Recurvo E. | Composto E. | Atletas |
| ----------------------------------- | ---------- | ---------- | ----------- | ----------- | ---------- | ---------- | ----------- | ----------- | ---------- | ----------- | ------- |
| ARG Argentina                       | 1          |            | 1           |             | 1          |            |             |             | X          |             | 3       |
| BRA Brasil                          | 3          | X          | 1           |             | 3          | X          | 2           | X           | X          | X           | 9       |
| CAN Canadá                          | 3          | X          | 2           | X           | 3          | X          |             |             | X          |             | 8       |
| CHI Chile                           | 3          | X          | 1           |             | 3          | X          | 1           |             | X          | X           | 8       |
| COL Colômbia                        | 3          | X          | 2           | X           | 3          | X          | 2           | X           | X          | X           | 10      |
| CUB Cuba                            | 3          | X          |             |             | 3          | X          |             |             | X          |             | 6       |
| ESA El Salvador                     | 1          |            | 2           | X           | 1          |            | 2           | X           | X          | X           | 6       |
| ECU Equador                         | 1          |            |             |             | 1          |            | 1           |             | X          |             | 3       |
| EAI Equipe de Atletas Independentes | 3          | X          | 2           | X           | 1          |            |             |             | X          |             | 6       |
| USA Estados Unidos                  | 4          | X          | 2           | X           | 3          | X          | 2           | X           | X          | X           | 11      |
| GUY Guiana                          | 1          |            |             |             |            |            |             |             |            |             | 1       |
| ISV Ilhas Virgens Americanas        | 1          |            |             |             | 1          |            |             |             | X          |             | 2       |
| MEX México                          | 3          | X          | 1           |             | 4          | X          | 3           | X           | X          | X           | 11      |
| PER Peru                            |            |            |             |             | 1          |            | 1           |             |            |             | 2       |
| PUR Porto Rico                      | 1          |            | 1           |             | 1          |            | 1           |             | X          | X           | 4       |
| VEN Venezuela                       | 1          |            |             |             | 3          | X          |             |             | X          |             | 4       |
| Total: 16 CONs                      | 33         | 8          | 16          | 5           | 33         | 8          | 16          | 5           | 14         | 7           | 98      |

## Recurvo masculino
| Evento                                            | Classificados                                                       | Arqueiros por CON | Total |
| ------------------------------------------------- | ------------------------------------------------------------------- | ----------------- | ----- |
| País-sede                                         | CHI Chile                                                           | 1                 | 1     |
| Jogos Pan-Americanos Júnior de 2021               | USA Estados Unidos                                                  | 1                 | 1     |
| Jogos Sul-Americanos de 2022                      | —                                                                   | 0                 | 0     |
| Classificatório Norte-Americano                   | —                                                                   | 0                 | 0     |
| Campeonato Pan-Americano de Tiro com Arco de 2022 | MEX México COL Colômbia USA Estados Unidos CAN Canadá BRA Brasil    | 3                 | 15    |
| Campeonato Pan-Americano de Tiro com Arco de 2022 | CUB Cuba* PUR Porto Rico ISV Ilhas Virgens Americanas ARG Argentina | 1                 | 4 3   |
| Torneio classificatório                           | CUB Cuba* EAI Equipe de Atletas Independentes                       | 3                 | 6     |
| Torneio classificatório                           | ECU Equador ESA El Salvador VEN Venezuela GUY Guiana                | 1                 | 3 4   |
| Jogos Centro-Americanos e do Caribe de 2023       |                                                                     | 1                 | 1     |
| TOTAL                                             |                                                                     |                   | 33    |

- Cuba classificou posteriormente uma equipe, portanto a vaga individual foi adicionada ao evento da Copa Merengue.

## Recurvo feminino
| Evento                                            | Classificados                                                                                | Arqueiros por CON | Total |
| ------------------------------------------------- | -------------------------------------------------------------------------------------------- | ----------------- | ----- |
| País-sede                                         | CHI Chile                                                                                    | 1                 | 1     |
| Jogos Pan-Americanos Júnior de 2021               | MEX México                                                                                   | 1                 | 1     |
| Jogos Sul-Americanos de 2022                      | —                                                                                            | 0                 | 0     |
| Classificatório Norte-Americano                   | —                                                                                            | 0                 | 0     |
| Campeonato Pan-Americano de Tiro com Arco de 2022 | USA Estados Unidos MEX México CAN Canadá BRA Brasil COL Colômbia                             | 3                 | 15    |
| Campeonato Pan-Americano de Tiro com Arco de 2022 | CUB Cuba VEN Venezuela PER Peru ISV Ilhas Virgens Americanas                                 | 1                 | 4 2   |
| Torneio classificatório                           | CUB Cuba VEN Venezuela                                                                       | 3                 | 6     |
| Torneio classificatório                           | EAI Equipe de Atletas Independentes ECU Equador ARG Argentina PUR Porto Rico ESA El Salvador | 1                 | 3 5   |
| Jogos Centro-Americanos e do Caribe de 2023       |                                                                                              | 1                 | 1     |
| TOTAL                                             |                                                                                              |                   | 33    |

- Cuba e Venezuela classificaram posteriormente equipes, portanto as vagas individuais foram adicionadas ao evento da Copa Merengue.

## Composto masculino
| Evento                                            | Classificados                                                                                  | Arqueiros por CON | Total |
| ------------------------------------------------- | ---------------------------------------------------------------------------------------------- | ----------------- | ----- |
| País-sede                                         | CHI Chile                                                                                      | 1                 | 1     |
| Jogos Pan-Americanos Júnior de 2021               | MEX México                                                                                     | 1                 | 1     |
| Jogos Sul-Americanos de 2022                      | ARG Argentina                                                                                  | 1                 | 1     |
| Campeonato Pan-Americano de Tiro com Arco de 2022 | COL Colômbia USA Estados Unidos EAI Equipe de Atletas Independentes ESA El Salvador CAN Canadá | 2                 | 10    |
| Campeonato Pan-Americano de Tiro com Arco de 2022 | PUR Porto Rico                                                                                 | 1                 | 1     |
| Torneio classificatório                           | BRA Brasil                                                                                     | 1                 | 1     |
| Jogos Centro-Americanos e do Caribe de 2023       |                                                                                                | 1                 | 1     |
| TOTAL                                             |                                                                                                |                   | 16    |

## Composto feminino
| Evento                                            | Classificados                                                         | Arqueiros por CON | Total |
| ------------------------------------------------- | --------------------------------------------------------------------- | ----------------- | ----- |
| País-sede                                         | CHI Chile                                                             | 1                 | 1     |
| Jogos Pan-Americanos Júnior de 2021               | MEX México                                                            | 1                 | 1     |
| Jogos Sul-Americanos de 2022                      | —                                                                     | 0                 | 0     |
| Campeonato Pan-Americano de Tiro com Arco de 2022 | COL Colômbia MEX México USA Estados Unidos ESA El Salvador BRA Brasil | 2                 | 10    |
| Campeonato Pan-Americano de Tiro com Arco de 2022 | PER Peru ECU Equador                                                  | 1                 | 2     |
| Torneio classificatório                           | PUR Porto Rico                                                        | 1                 | 1     |
| Jogos Centro-Americanos e do Caribe de 2023       |                                                                       | 1                 | 1     |
| TOTAL                                             |                                                                       |                   | 16    |